# Dicerandra radfordiana
Dicerandra radfordiana là một loài thực vật có hoa trong họ Hoa môi. Loài này được Huck mô tả khoa học đầu tiên năm 1981.